# Rindoon
Rindoon (auch Rindown, Rinndown; irisch: Rinn Dúin, „Landspitze des Dúns“) ist eine Halbinsel im County Roscommon in Irland. Sie liegt zwischen den Orten Athlone und Roscommon, etwa in der Mitte der Westseite des Lough Ree an dessen Engstelle zwischen dem nördlichen und südlichen See.

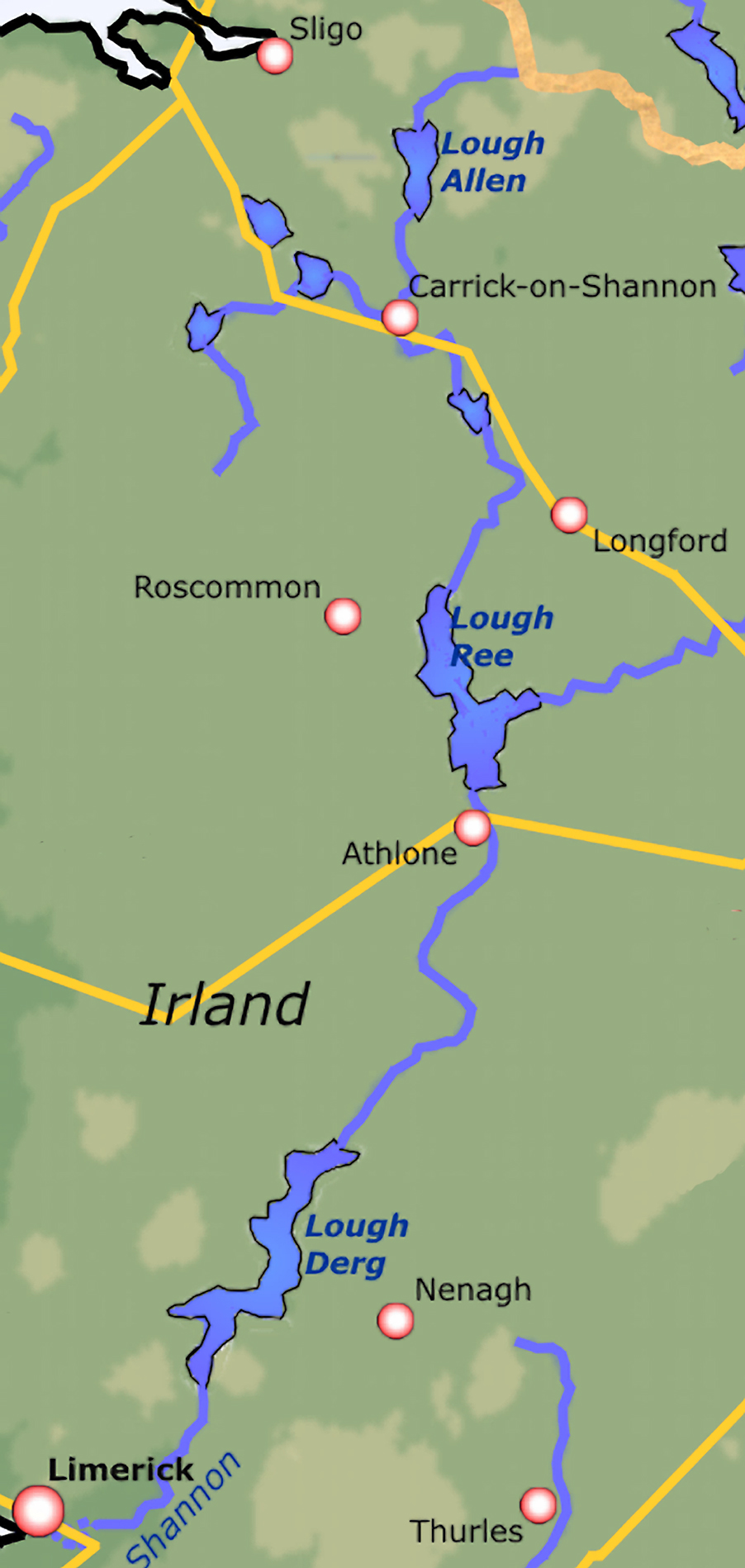
Der Lough Ree

## Vorgeschichte
Das eponyme Dun Rinn Dúin ist das einzige Indiz für eine altirische Nutzung der Halbinsel. Rinn Dúin war ein Inland-Promontory Fort. Die Region am See gehörte zum Land des Hy-Many-Clans (Uí Maine). Ein frühchristlicher Cross Slab, zwei Handglocken und ein Kruzifix aus Bronze, stammen von hier und befinden sich heute im National Museum of Ireland in Dublin. Sie deuten an, dass es hier unüberlieferte christliche Aktivitäten gab. Im Jahre 842 soll der Wikinger Turgesius auf einer Insel im Lough Ree überwintert haben.

## Geschichte
Überliefert ist ebenfalls, dass Ruaidhrí Ua Conchobair, König von Connacht, seine Boote während des ungewöhnlich harten Winters des Jahres 1156 über das Eis nach Rinn Dúin führte. Dem Anglonormannen John de Courcy diente Rindoon laut den Annalen der vier Meister im Jahre 1199 als Brückenkopf. Nach seiner Niederlage bei den Kämpfen um Connacht setzte er beim Rückzug seine Männer von Rindoon aus über den Lough Ree.

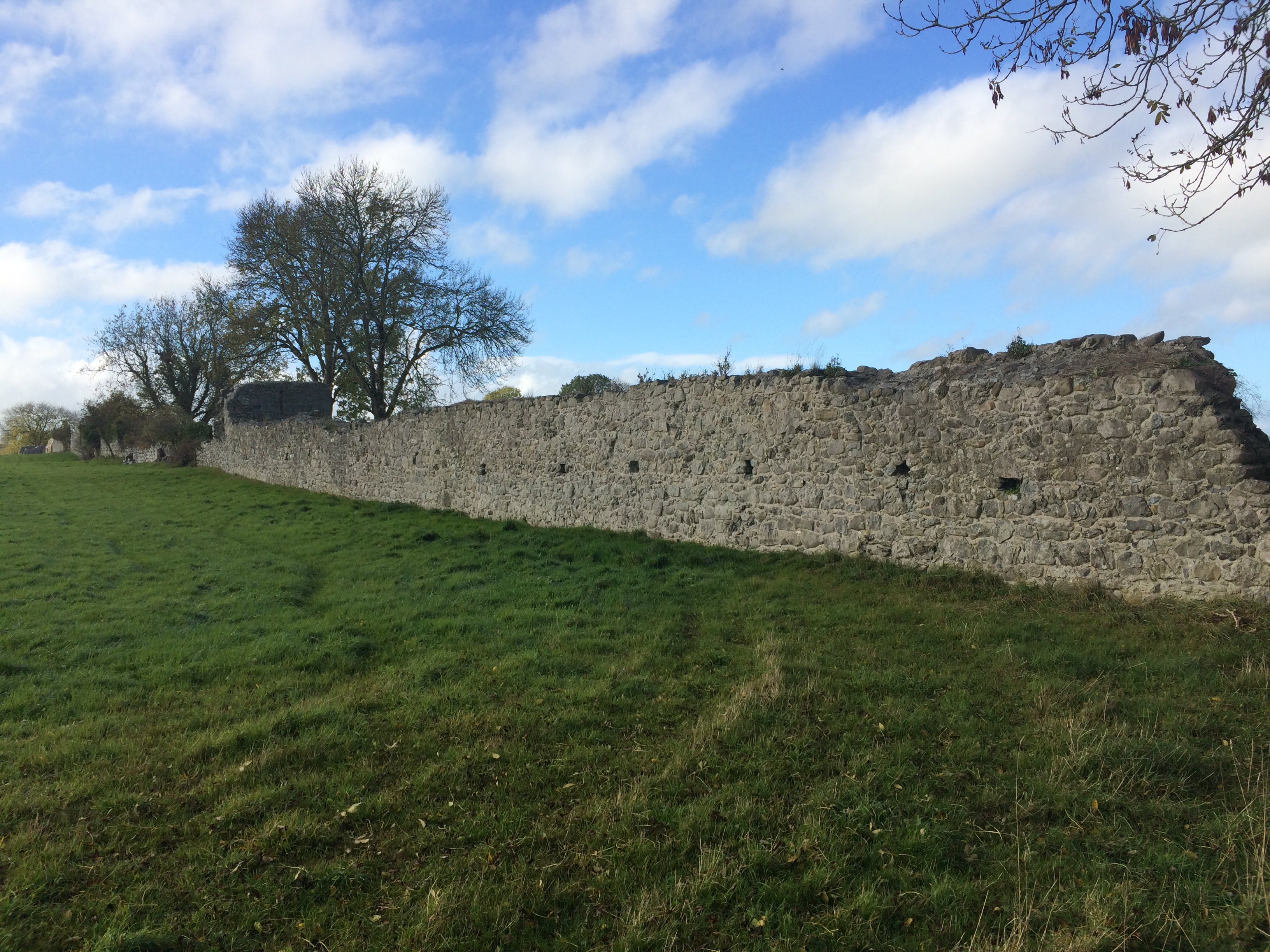
Die Stadtmauer

Der strategische Wert der Halbinsel wurde auch von Geoffrey de Marisco (1171–1246) erkannt. Er errichtete im Zusammenhang mit den Kämpfen um Connacht 1227 eine Burg und eine Garnison. Zusammen mit ihnen liegen heute die Ruinen des Anlegers, der Mauer, des Hospitals, zweier Kirchen und einer Windmühle auf der Weide. 1229 wurde Rindoon durch einen Clanführer der O’Connor angezündet. Unklar ist, ob die Burg völlig ausbrannte. Im Jahre 1233 war sie jedenfalls noch unfertig. Das Marktkreuz, der Graben und der Wall werden im Jahre 1236 erwähnt, als ein anderer O’Connor den Ort eroberte, jedoch an der Burg scheitert. Im Jahre 1251 wurde die Umfriedung der Siedlung auf Rindoon wiederhergestellt. Der bestehende Wall stammt aus jener Periode. In der friedlicheren Folgezeit wurde der Ort über den Shannon mit Mais, Tuch und Wein aus Bordeaux beliefert. Im Jahre 1544, als Ulick Burke, 1. Marquess of Clanricarde, das Gebiet von St. John’s of Rindoon erhielt, muss die Burg bereits eine Ruine gewesen sein.
Rindoon ist eines der besten Beispiele für eine verlassene mittelalterliche Ansiedlung in Irland. Der im 13. Jahrhundert mit dem Bau der Burg und der Mauer, die eines der wertvollsten Exemplare in Irland ist, gegründete Ort, wurde bereits im 14. Jahrhundert aufgegeben.
Die archäologische Bedeutung Rindoons liegt in der Tatsache, dass auf der Halbinsel seit dem 14. Jahrhundert keine maßgeblichen baulichen Veränderungen mehr stattfanden. Sicher ist auch, dass Rindoon bzw. Rinnagan der Fundort der Kreuzigungsgedenkplakette aus Bronze war, die unter dem Namen „Athlone plaque“ (Plakette von Athlone) bekannt ist. Sie ist die bekannteste frühchristliche Metallarbeit Irlands. Mit den Glocken und dem Cross-Slab verweist sie darauf, dass das unbekannte frühe Kloster auf Rindoon wichtig war. Die Untersuchung der irdenen Anlagen, die mit der Burg verbunden sind, zeigt, dass das Kap bereits in vornormannischer Zeit befestigt war. Spekulation bleibt indes, dass Rindoon der viel gesuchte Longphort des Wikingers Turgesius im Lough Ree war.

## Das Promontory Fort
Ein System aus zwei Innenwällen, einem breiten Graben und einem Außenwall erstreckt sich westlich der Burg über den mittleren Teil der Halbinsel und trennt die Spitze der Halbinsel ab. Es ist unklar, zu welchem Zeitpunkt diese Anlage entstanden ist, der Name des Ortes weist allerdings darauf hin, dass seine Ursprünge in vornormannischer Zeit liegen.

## Die Burg

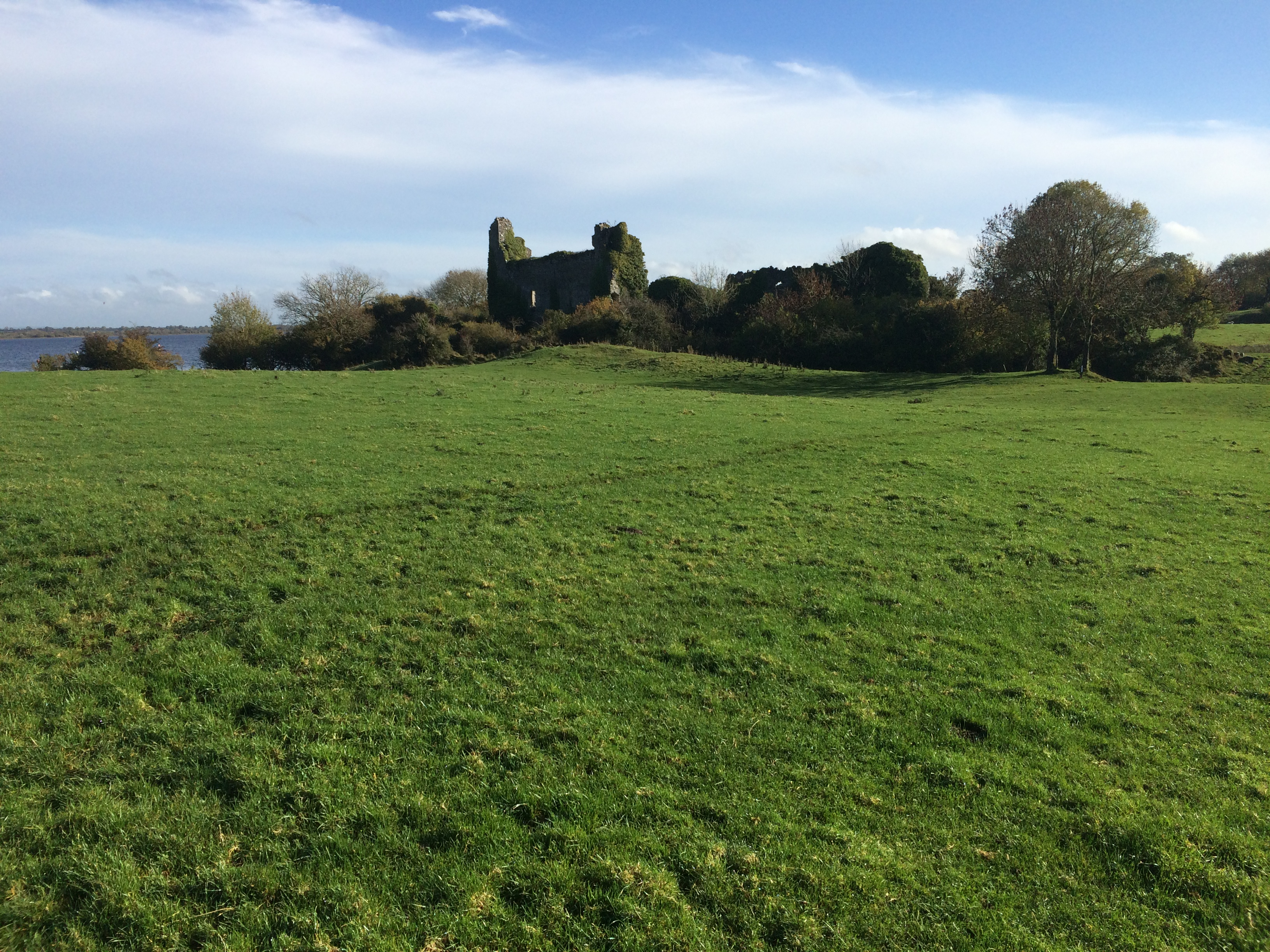
Burg von Rindoon

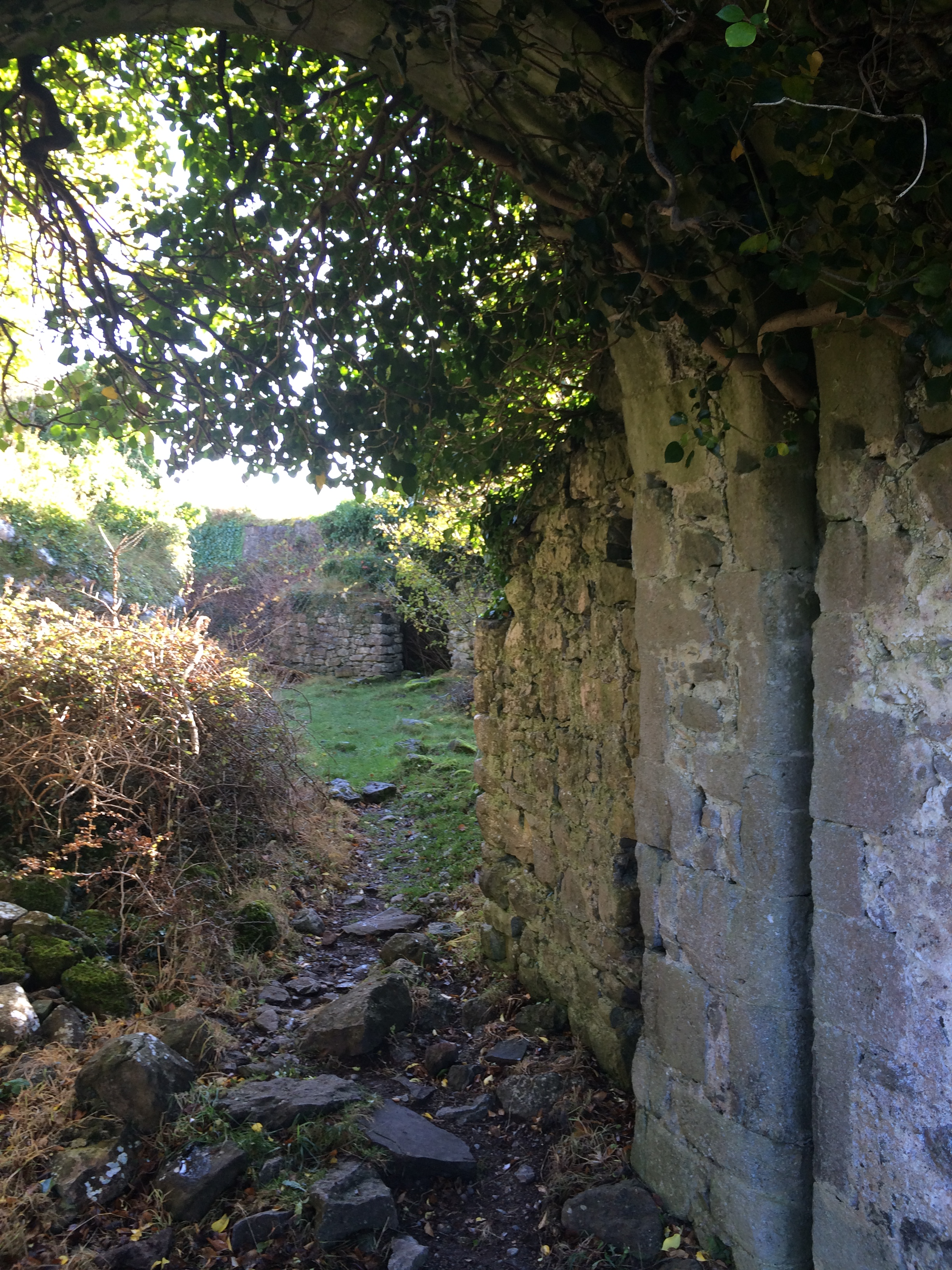
Burg von Rindoon

Die Burg befindet sich auf einem flachen Hügel am nordöstlichen Ende der Halbinsel. Es besteht aus einer ovalen Ringmauer mit einem rechteckigen Anbau im Südwesten. Man betritt es durch ein Torhaus im Norden. Der Bergfried, der älteste Teil der Burg, ist vermutlich identisch mit dem so genannten „stone castle“, welches 1227 errichtet wurde. Es gibt im Inneren die Fundamente dreier Häuser mit angeschlossenen Gebäuden. Viele Bereiche sind heute mit Efeu überwuchert.
Das Anzünden von Rindoon während der „Irish Bruce Wars“ im Jahre 1315 durch den jüngeren Rory O’Connor während der Erstürmung durch Edward de Bruce hat vermutlich zur Eroberung und Zerstörung der Burg geführt. 1321 wurden auf Rindoon jedoch noch einmal Mauern von den Clanleuten der O’Reillys und der O’Naghlans zerstört. Es scheint, dass die Burg im 14. Jahrhundert herrenlos war, denn Teile der Ringmauer waren zu dieser Zeit niedergerissen. Diese wurden im 16. Jahrhundert wieder aufgebaut, die neue Mauer war jedoch nicht so breit und nicht so hoch wie jene des 13. Jahrhunderts und folgt auch nicht immer der Linie ihrer Vorgängerin. Rindoon war eine der wichtigsten Befestigungen der Anglonormannen, die während des gesamten 12. und 13. Jahrhunderts in königlichen Händen blieb. Im 14. Jahrhundert wird es kaum noch erwähnt und nach 1344, als es sich in irischen Händen befand, verschwand es bis Mitte des 16. Jahrhunderts völlig aus den Annalen.
Im Jahre 1574 wird es als „the bare castle“ (das schmucklose Castle) bezeichnet. Die Architektur gibt indes Hinweise darauf, dass Teile der Anlage im 16. und frühen 17. Jahrhundert wieder verstärkt wurden. Wahrscheinlich waren walisische Kolonisten dafür verantwortlich. Es gibt allerdings nachfolgend keine Quellen mehr über die Burg, so dass es im frühen 17. Jahrhundert wahrscheinlich aufhörte eine Funktion zu erfüllen.

## Der Ort
Das Straßenschema ist nahezu linear. Die Straßen verlaufen vom Torhaus der Mauer zur Burg. Die stehen gebliebenen Mauerreste und Fundamente von vier Häusern liegen auf einer Linie. Sie könnten mit jenen Häusern übereinstimmen, die in Quellen des 16. Jahrhunderts erwähnt werden. Es gibt keine Spuren mehr vom Marktplatz und vom Marktkreuz.

## Der Wall und die Brücke
Der Wall besteht aus den Überresten der Steinmauer, des Tores und dreier Türme. Der Wall erstreckt sich von Nordost nach Südwest über die Halbinsel. Das Mauerwerk besteht aus mittleren bis großen Kalksteinbrocken. Die Walllinie hat eine Höhe von 1,65 m bis 2,10 m. Hinweise auf eine Brücke, die den Graben überspannte, der Burg und Ort trennt, findet man zwischen 1280 und 1306. Die Brückenpfeiler dieser Zugbrücke überlebten ebenso wie die Torfundamente auf der Ortsseite.

## Die Kirche

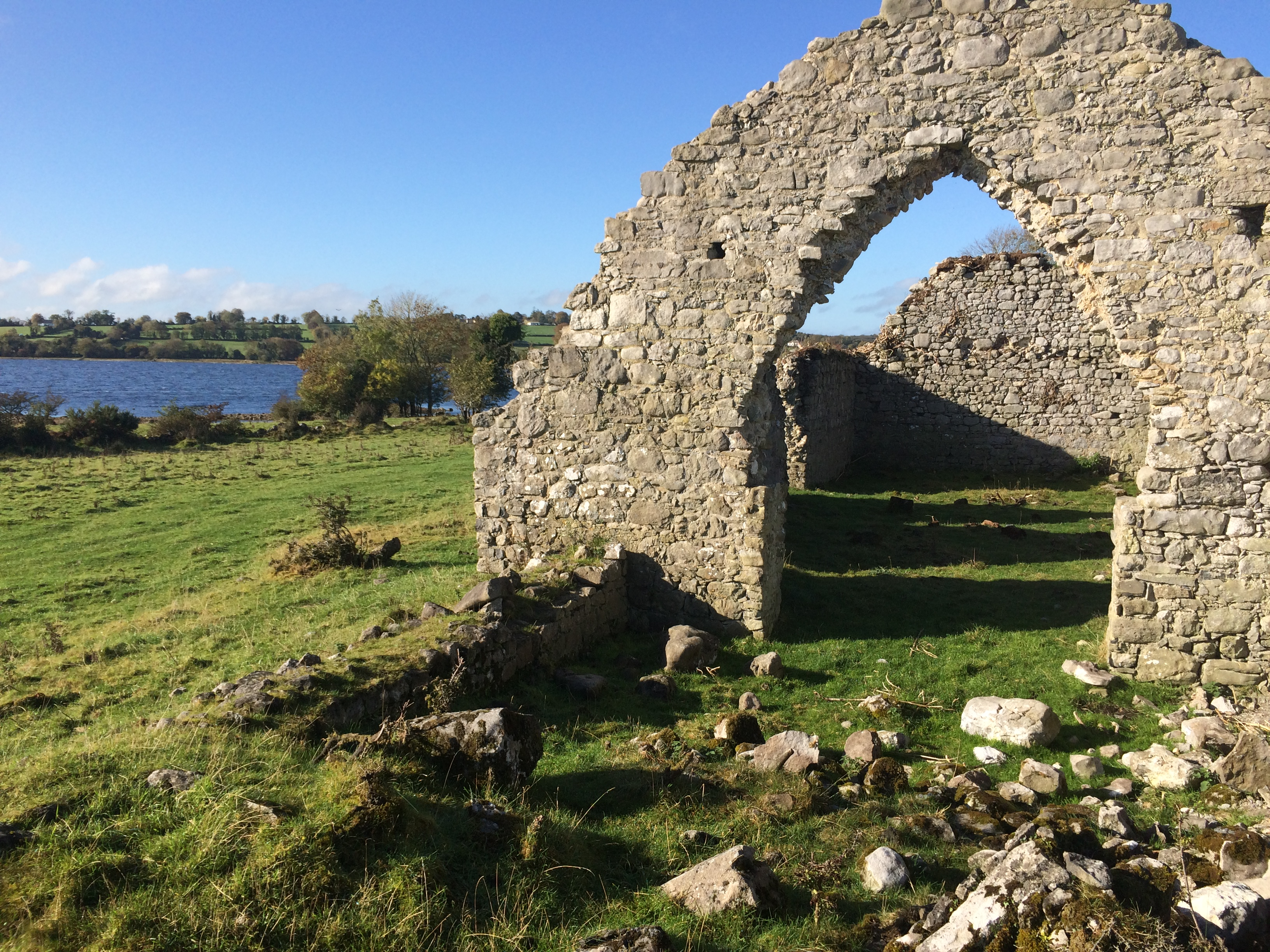
Kirche von Rindoon

Die Daten zur Kirche sind unbekannt und es gibt nur wenige Hinweise auf sie. In der ältesten Ausgabe der „O. S.“ (Ordnance Survey / Nationale Kartenbehörde) wird sie als „R. C. Chapel“ (römisch-katholische Kapelle) bezeichnet. Das Gebäude bestand aus dem Kirchenschiff und dem Chor. Das heutige Ruinenensemble stammt wahrscheinlich aus dem 13. Jahrhundert. Das Mauerwerk besteht auch hier aus Kalksteinbruch. Nördlich der Kirche liegen die Ruinen eines kleinen rechteckigen Gebäudes, welches als „Penal Chapel“ gedient haben könnte. Eine Kapelle, die während der Penal Laws, der gegen die Katholiken gerichtete Gesetze des 18. Jahrhunderts als Notkirche diente.

## Das Hospital und das St. John’s Wood
Auf das Hospital of St. John the Baptist gibt es vor dem 15. Jahrhundert wenig Hinweise. Bis zum Jahre 1487 waren die Einnahmen des Hospitals für dessen Unterhalt unzureichend. Im Jahre 1596 wird es als ein Gebäude mit einem Schindeldach beschrieben, das einen Kreuzgang und drei in Verfall geratene Gebäude besaß. Ihre Überreste befinden sich nordwestlich der Mauer. Das Fragment des frühchristlichen „Cross-Slab“ wurde während einer Sondierung hier entdeckt.
Der 150 Hektar große St. John’s Wood liegt im unteren Teil von Rindoon und gilt als das größte natürliche Waldgebiet im Inselinneren. Das Gehölz besteht aus Eibe (Taxus baccata), Eiche (Quercus robur), Esche (Fraxinus excelsior), Hasel (Corylus avellana), Irische Mehlbeere (Sorbus hibernica), Vogel-Kirsche (Prunus avium), Stechpalmen (Ilex aquifolium) und Ulme (Ulmus glabra). Das Vorkommen von zwei Arten des Schmarotzers Schuppenwurzen (Lathraea) und der „Orchidee des Jahres 2002“, der Vogel-Nestwurz (Neottia nidus-avis), weisen auf eine über Jahrhunderte ausgedehnte Waldtradition.

## Die Mühle
Die Mühle wird 1273 und 1276 erwähnt. Bilder von 1636 zeigen eine Windmühle auf dem Kap. Dies stimmt mit den Überresten jener Windmühle überein, die auf einem runden Erdwall stand. Der zylinderförmige Steinturm aus dem 17. Jahrhundert besteht aus drei Etagen. Er blieb in seiner ursprünglichen Größe bestehen. Der Erdwall dieses Turmes könnte Teil der älteren Mühle gewesen sein.

## Der Anleger
Eine Anzahl Dokumente sowie Einbauten am Ufer und im See weisen auf die Existenz eines Anlegers vor Rindoon hin. Eine Fähre, die das County Roscommon, von Rindoon aus, mit dem County Westmeath auf der anderen Seite des Sees verband, wird Anfang des 14. Jahrhunderts erwähnt.